# Коропец (приток Днестра)
Коропец (укр. Коропець) — река в Тернопольском и Чортковском районах Тернопольской области, Украина. Левый приток Днестра (бассейн Чёрного моря).
Берёт начало из источников около села Козовка. Долина в верхнем и среднем течениях трапециевидная, ниже города Монастыриска — преимущественно V-образная, ширина от 0,2 до 1,2 км. Пойма двусторонняя, шириной до 250—300 м, местами заболочена. Русло умеренно извилистое, шириной до 20 м. Глубина реки 0,5-1,5 м и более. Уклон в среднем 2,5 м/км, в низовьях — до 4,8 м/км. Питание смешанное, с преобладанием снегового. Ледостав неустойчив, замерзает в начале декабря, вскрывается в конце февраля — начале марта. Сток реки регулируется 11 плотинами, имеются пруды. Воду используют для хозяйственных нужд и рыбоводства.
На Коропце расположены города Подгайцы и Монастыриска, посёлок городского типа Козова.